# タマさん
『タマさん』は森ゆきなつによる日本の4コマ漫画作品。芳文社の雑誌『まんがタイム』で、2006年11月号から2013年2月号まで連載された。また、『まんがタイムオリジナル』（月刊）で2007年5月号から2008年6月号まで連載され、以後も不定期にゲスト掲載された。『まんがタイム』2007年12月号、『まんがタイムオリジナル』2008年2月号までは『不思議猫タマさん』というタイトルであった。

## 概要
前述の通り、本作が2つの雑誌に連載されていた頃は『まんがタイム』では主にタマさんの飼主である「如月家編」、『まんがタイムオリジナル』では坂崎杏達の通っている高校の「学校編」を主体とした話が描かれている。
その為、同時連載だった頃は如月親子が『まんがタイムオリジナル』に、逆にふみか達が『まんがタイム』にそれぞれ出る機会はほとんどなかった。
サブタイトルはすべてひらがなかカタカナ、あるいは2つの併用で表記される。

## 登場人物
タマさん
自称「どこにでもおるただの猫」。関西弁で人間と会話ができ、尻尾が二股になっている。如月家で飼われているが、舎弟の子猫が擁したりなど、外でも色々と活動をしている。年齢不詳だが、少なくとも大正時代から生きているなど、相当な長生き。性格はおっさん臭く、かなりの熟女好き。マタタビの匂いを嗅ぐと酔っぱらい、輪をかけておっさん臭くなり、周囲にからむようになる。飼い主の夕人からはスコティッシュフォールドだと思われている。
如月 夕人（きさらぎ ゆうと）
タマさんの飼い主。29歳で、職業はイラストレーター。如月家の家長であるが、童顔でよく年齢より若く見られているのが悩み。メルヘンチックな絵ばかりを描いているが、現実主義者であり、非現実的で不思議な出来事が起きても頑なに信じようとせず、錯乱して現実逃避する。運動能力がかなり低い。仕事中のみ眼鏡をかけている。周囲からは異常に見えるほどあらゆる生き物に愛される性質を持つ。
回想編によると、かつて教育実習生として後に妻となるうららが在学していた高校を訪れていた描写がある。
如月 ふるる（きさらぎ ふるる）
夕人の一人娘。5歳で、幼稚園の年中。タマさんとは大の仲良し。タマさんからは「お嬢」と呼ばれている。
坂崎 杏（さかざき あんず）
如月家の隣家に住む女子高生。17歳。祖母のあづきと2人暮らし。美術部員だが、その絵は誰が見ても衝撃を感じさせるもので、周りからは恐れられているが、一部の人には人気がある模様。
夕人にぞっこん中で、猛アタックをかけているが、その度にあしらわれてしまい、報われていない。よく如月家に入り浸っていて、仕事で忙しい夕人に代わりふるるのお守りをする事もある。甘いものが大好物。
如月 うらら（きさらぎ うらら）
夕人の妻。故人。旧姓は華京院（かきょういん）。ふるるを産んだ後に亡くなり、作品中には回想編のみに登場する。タマさんはもともと彼女の家の飼い猫で、彼女と夕人が同居を始める際に付いてきた。教育実習でやってきた夕人に一目惚れし、猛アタックの末結婚に至った。何事にも動じない肝の据わった性格。
華京院 くらら（かきょういん くらら）
うららの妹。姉が夕人と結婚することを快く思っていない。姉が嫁いだ後に如月家へ押しかけてきた。杏とは同級生。後に杏と再会する。
如月 圭人（きさらぎ けいと）
高校教師。杏とその友人達が所属するクラスの担任。長身で目つきが悪く、本人としては慈愛の眼差しであっても鋭い眼光付きになってしまうため誤解されやすいが、実際は良い人。生き物が大好きで、ふみかが所属している生物部の顧問である。が、目つきの悪さが災いして、生き物達からはラットが一目散に逃げてしまうほど非常に恐れられ、密かに傷ついている。
実は夕人の弟だが、タマさんや杏達は気づいていない。名前が初めて出たのは、彼が兄・夕人に小包でジャケットを送った時。
坂崎 あづき（さかざき あづき）
杏の祖母。年齢は60代。地元のテニスサークルに通っている。杏と同様、夕人にぞっこん中。猫に嫌われている。
佐々原 楓（ささはら かえで）
杏の友人。美術部員。父親が借金をしており、資金稼ぎに励んでいて、金目の物に興味を持つ。猫好きではないので、しゃべるタマさんの事は少し快く思っていない様子。彼氏持ちだが、強烈なツンデレであり、彼氏に対してイマイチ素直になれない。
加瀬 ふみか（かせ ふみか）
杏の友人。メガネっ娘。いわゆる生物部である正式名称は生き物大好き部副部長。タマさんの事が大好きで、連れ帰って飼おうとしたことがある。タマさんを快楽にいざなうゴッドハンドの持ち主。そのスキルはどんな時でもタマさん及び他の猫をごろごろさせてしまう。生物部の部長から好意を寄せられているが、あまり興味がない模様。
小野坂 陽太（おのさか ようた）
杏達の後輩に当たる16歳の高校1年生。柔道部所属。
出合った当初はタマさんをただの猫とあなどってちょっかいをかけたが、逆にスゴまれて敗北し、さらに後に不良からかばってもらった事を恩義に感じるようになった。以後はタマさんのことを「アニキ」と呼び慕っている。楓の幼馴染であり、他ならぬ楓の彼氏。楓の強烈なツンデレぶりに振り回され、自分が彼女から好意を抱かれていることに自信が持てないどころか、いじめられていると思っている節がある。
佐倉（さくら）
夕人の取引先で働くキャリアウーマン。見た目はとても若々しく、その仕事ぶりはタマさんも絶賛しているが、作中にて孫を持つことになる事が判明する。下ネタを口にしかけてタマさんに制止されることがよくある。

## 単行本
- 森ゆきなつ『タマさん』 芳文社〈まんがタイムコミックス〉、全6巻
  1. 2007年12月22日発行（2007年12月7日発売[2]）、ISBN 978-4-8322-6595-0
  2. 2008年8月22日発行（2008年8月7日発売[2]）、ISBN 978-4-8322-6661-2
  3. 2009年12月22日発行（2009年12月7日発売[2]）、ISBN 978-4-8322-6801-2
  4. 2010年9月22日発行（2010年9月7日発売[2]）、ISBN 978-4-8322-6883-8
  5. 2011年7月22日発行（2011年7月7日発売[2]）、ISBN 978-4-8322-6981-1
  6. 2013年2月22日発行（2013年2月7日発売[2]）、ISBN 978-4-8322-5155-7